# Hierarquia da Marinha Mercante (Portugal)

Distintivo de comandante da Marinha Mercante Portuguesa.

A Hierarquia da Marinha Mercante (Portugal) está dividida em três escalões: Oficiais, Mestrança e Marinhagem. Cada escalão abrange várias categorias e especialidades. O escalão de Oficiais, formados na Escola Náutica Infante D. Henrique, inclui os Pilotos, os Maquinistas e os Radiotécnicos. 
Dentro de cada navio existem várias funções inseridas em 9 níveis hierárquicos. As funções de nível I a IV são desempenhadas por marítimos do escalão de Oficiais. As funções de nível V a VII são desempenhadas por marítimos do escalão de Mestragem. Os níveis VIII e IX englobam as funções atribuídas ao escalão de Marinhagem.
Os marítimos de cada categoria podem desempenhar funções de diferentes níveis conforme a dimensão do navio. Por exemplo, só pode exercer as funções de Comandante de um navio de arqueação superior a 3000, um Oficial de Pilotagem com a categoria de Capitão da Marinha Mercante, mas se o navio for de dimensão inferior o seu comando pode ser exercido por um oficial da categoria de Piloto de 1ª Classe ou mesmo de Piloto de 2.ª Classe.  

## Funções nos Navios Mercantes Portugueses

### Nível I
- Comandante

### Nível II
- Chefe de máquinas

### Nível III
- Imediato
- Segundo oficial de máquinas
- Chefe radiotécnico

### Nível IV
- Oficial chefe de quarto de navegação
- Oficial maquinista chefe de quarto
- Oficial radiotécnico

### Nível V
- Mestre costeiro (Patrão de costa)

### Nível VI
- Eletricista
- Primeiro-Maquinista Prático
- Despenseiro
- Enfermeiro
- Contramestre
- Mecânico de bordo
- Carpinteiro

### Nível VII
- Segundo-Maquinista Prático
- Paioleiro de Máquina
- Paioleiro-Despenseiro
- Cozinheiro
- Bombeiro

### Nível VIII
- Marinheiro Motorista
- Primeiro-Marinheiro
- Fogueiro
- Ajudante de motorista
- Padeiro
- Ajudante de eletricista

### Nível IX
- Segundo-Marinheiro
- Empregado de câmara
- Ajudante de Cozinheiro

## Categorias dos Oficiais de Marinha Mercante

### Oficiais de Pilotagem
- Capitão da Marinha Mercante
- Piloto de 1ª Classe
- Piloto de 2ª Classe
- Praticante de Piloto

### Oficiais de Máquinas
- Maquinista-Chefe
- Maquinista de 1ª Classe
- Maquinista de 2ª Classe
- Praticante de Maquinista

### Oficiais Radiotécnicos
- Radiotécnico-Chefe
- Radiotécnico de 1ª Classe
- Radiotécnico de 2ª Classe
- Pratcante de Radiotécnico